# Little Rock Open 1977
Il Little Rock Open 1977 è stato un torneo di tennis giocato sul sintetico indoor. È stata la 4ª edizione del torneo che fa parte del Colgate-Palmolive Grand Prix 1977. Si è giocato a Little Rock negli Stati Uniti dal 31 gennaio al 6 febbraio 1977.

## Partecipanti

### Teste di serie
| Nazionalità | Giocatore    | Ranking | Testa di serie |
| ----------- | ------------ | ------- | -------------- |
| Svezia      | Björn Borg   | 2       | 1              |
| Pakistan    | Haroon Rahim | 49      | 2              |
| Stati Uniti | Jim Delaney  | 64      |                |
| Rep. Ceca   | Jiří Hřebec  | 69      |                |
| Stati Uniti | Sandy Mayer  | 75      |                |
| Stati Uniti | Mike Estep   | 81      |                |
| Sudafrica   | Bob Hewitt   | 83      |                |
| Australia   | Colin Dibley | 85      |                |

## Campioni

### Singolare maschile
Sandy Mayer ha battuto in finale  Haroon Rahim con il punteggio di 6–2, 6–4

### Doppio maschile
Colin Dibley /  Haroon Rahim hanno battuto in finale  Bob Hewitt /  Frew McMillan con il punteggio di 6–7, 6–3, 6–3